# Новопокровский (Суражский район)
Новопокровский — посёлок в Суражском районе Брянской области России. Входит в состав Дубровского сельского поселения.

## География
Посёлок находится в северо-западной части Брянской области, в зоне хвойно-широколиственных лесов, в пределах части Приднепровской низменности, к востоку от автодороги 15К-2508, на расстоянии примерно 11 километров (по прямой) к северо-востоку от города Суража, административного центра района. Абсолютная высота — 175 метров над уровнем моря.

### Климат
Климат характеризуется как умеренно континентальный с достаточным увлажнением, тёплым летом и умеренно холодной зимой. Среднегодовая многолетняя температура воздуха составляет 5,4 °С. Средняя температура воздуха самого тёплого месяца (июля) — 18,1 °C (абсолютный максимум — 37 °C); самого холодного (января) — −8 — −7,5 °C (абсолютный минимум — −37 °C). Период активной вегетации растений (с температурой выше 10°С) составляет 144 дня. Среднегодовое количество атмосферных осадков составляет 554 мм, из которых большая часть (285 мм) выпадает в тёплый период. Снежный покров держится в течение 120—130 дней.

### Часовой пояс
Посёлок Новопокровский, как и вся Брянская область, находится в часовой зоне МСК (московское время). Смещение применяемого времени относительно UTC составляет +3:00.

## История
Упоминается с конца XVIII века как хутор Краснополье (Писковаха); с 1861 входил в Новодроковскую волость. С 1930-х годов по 2005 в Слищенском сельсовете (в 1954-1974 в Далисичском сельсовете). С 2005 - без населения. 

## Население
| 2010 | 2013 |
| ---- | ---- |
| 0    | →0   |

120 человек (1926), 2 человека (2002).
Будет упразднен как фактически не существующий в связи с переселением всех жителей на постоянное место жительства в другие населённые пункты.